# Kearney County
Kearney County är ett administrativt område i delstaten Nebraska, USA. År 2010 hade countyt 6 489 invånare. Den administrativa huvudorten (county seat) är Minden. 

## Geografi
Enligt United States Census Bureau så har countyt en total area på 1 336 km². 1 336 km² av den arean är land och 0 km² är vatten. 

### Angränsande countyn
- Buffalo County - nord
- Adams County - öst
- Webster County - sydost
- Franklin County - syd
- Harlan County - sydväst
- Phelps County - väst